# 達摩難陀
達摩難陀（K. Sri Dhammananda；1919年3月18日—2006年8月31日），意译爲法喜长老，俗名馬丁·加米奇（Martin Gamage），斯里兰卡上座部佛教僧侣和学者，生前任马来西亚吉隆坡十五碑锡兰佛寺住持。

## 生平
達摩難陀出生於斯里蘭卡馬塔拉Kirinde村，但他的一生大部分時間都是在馬來西亞度過的。
達摩難陀年幼時即對佛教產生濃厚的興趣，並且視他的一位僧人舅父爲精神導師。他的佛教徒母親也鼓勵他出家，她曾對他說：“如果你結婚，只能照顧到家人而已；若出家成為法師，就能照顧到無數的眾生。”達摩難陀於是在12歲時依止k.Dhammaratana Maha尊者出家爲沙彌，在N.Sarananda Maha座下學習佛法，並於21歲（1940年）時受比丘戒。
1935年，他進入位於科倫坡拉特馬拉納的圣達摩羅摩佛學院（Sri Dhammarama Pirivena）學習，後又在智弘佛教研究所（Vidyawardhana Buddhist Institute）師從Kotawila Deepananda Nayaka Thera尊者學習。1938年，他進入給拉尼亞的智严佛学院（Vidyalankara Pirivena）繼續深造。達摩難陀經過多年的學習，於26歲時成功畢業，取得語言學、哲學和巴利三藏文獻研究文憑。1949年，他獲得佛學碩士學位。
1952年，智严佛学院院長K. Sri Pannasara Nayaka Thera受到馬來亞佛陀教義弘揚協會（Sasana Abhiwurdhi Wardhana Society）的邀请，要求選拔出一名僧侣，來管理该国僧伽罗人和華人社区的佛教活動需求。在智嚴佛學院的400名僧侣中，達摩難陀尊者被选中，前往马来亚（現在的馬來西亞）吉隆坡十五碑錫蘭佛寺（Buddhist Maha Vihara, Brickfields）服務。
1952年，33歲的達摩難陀尊者已經成為新加坡上座部佛教的重要學者型僧侶，他所著述的英文出版物成功幫助了東南亞的許多英語使用者了解上座部佛教。
1962年，達摩難陀尊者在十五碑錫蘭佛寺成立馬來西亞佛教弘法會（Buddhist Missionary Society）。1970年，馬來西亞佛教總會成立，邀請達摩難陀長老爲協會導師。
達摩難陀尊者的弘法足跡遍佈東西方國家，他還擁有那蘭陀大學、印度大學等學府頒發的名譽博士學位。他年老力衰，仍堅持弘法。
2006年8月31日，達摩難陀尊者捨壽，住世共87歲。